# Pandura
A pandura (πανδοῦρα) ókori görög húros, pengetős hangszer, a korabeli líráktól, azaz járomlantoktól eltérően nyakkal, fogólappal ellátott lantféleség. Ilyen típusú hangszerre utaló – szórványos – adatok görög területen a Kr. e. 4. század második felétől kezdődően ismertek.
Nagyjából a Kr. e. 330 és Kr. e. 200 közötti időszakból maradt fenn körülbelül egy tucatnyi görög terrakotta figura meg dombormű, amelyen lantszerű hangszer tűnik fel. A hangszerjátékos ezeken legtöbbször női alak, múzsa vagy Erósz. A lant használata megegyezik a ma megszokottal: a zenész a hangszer testét vízszintes helyzetben magához szorítja, vagy ferdén a combjára támasztja. A húrokat a nyakon a bal kéz fogja le, a hangszertető fölötti részen a jobb kéz pengeti ujjakkal vagy néha pengetővel. Az egyik ábrázoláson a hangszer fogólapján érintők is megfigyelhetők, melyek a pontosabb intonációt segítik elő. A húrok számáról csak egyetlen ábrázolás szolgáltat adatot: ezen négy, esetleg öt lehetett.
A lanton játszó alakot ábrázoló plasztikák keletkezésének ideje összefüggésbe hozható Nagy Sándor perzsiai hadjárataival: lehetséges, hogy a hangszerek vagy azok mintái abból a régióból származtak.
Az ábrázolásokon a lantszerű zeneszerszámnak két eltérő típusa különböztethető meg. Az egyiknek kicsi, szögletes, a nyak irányában vékonyodó formájú teste, a testtől élesen elkülönülő, hosszú nyaka van. A test domborított, a hátán a hajó gerincéhez hasonló él fut végig, hasonlóan a kitharához. A másik, gyakrabban ábrázolt típus teste lekerekített, körteformájú, a rövidebb nyak a testből fokozatos átmenettel nő ki.
Lantra vonatkozó legkorábbi irodalmi utalás a 4. század közepe táján élt Anaxilasz komédiaköltő egy darabjában található, ahol egy lírakészítő termékei között szerepel egy bizonyos trikhordosz, „háromhúros” hangszer. A kevés húr alapján vélhető, hogy fogólapos hangszer lehetett, hiszen ezeknél egy-egy húron több hang is előállítható. Pollux Kr. u. 2. századi író az arab eredetű monokhordon mellett említi a trikhordon nevű hangszert, amit szerinte az asszírok találtak fel és pandurának neveztek. Az ókori keleti lantoknak valóban jellemzően egy, kettő vagy három húrjuk volt.
A pandura mellett a pandurosz, phandurosz, pandurisz, pandurion hangszernevek is ismertek. A szó sémi közvetítéssel a sumer pan-tur-ból származik, ami ’kis íj’ jelentésű. A tanbur, tambura és hasonló nevek Kelet-Európában, Közel-Keleten és Közép-Ázsiában ma is lantszerű hangszereket jelölnek, ebből ered végső soron a bandura, bandurria, mandora, mandola, mandolin hangszernév is.
Athénaiosz Kr. u. 3. századi író a pandura mellett egy négyhúros, szkindapszosz (σκινδαψός) nevű hangszert is említ, ami talán ugyanennek a hangszernek egy nagyobb változata volt.